# Joan Vidal de Ciurana
Joan Vidal de Ciurana (Barcelona, 1971) va ser secretari del Govern de la XI Legislatura de la Generalitat de Catalunya entre 2016 i 2017.

## Biografia
És llicenciat en Administració i direcció d'empreses i MBA per l'ESADE i durant deu anys va treballar a l'empresa privada en els àmbits de la banca, la indústria i la cultura, abans de fer-ho en l'Administració. Va ser director gerent d'Òmnium Cultural durant quatre anys, sota la presidència de Jordi Porta. També va ser comissari general de Minyons Escoltes i Guies de Catalunya i va presidir la Federació Catalana d'Escoltisme i Guiatge.
Entre 2008 i 2010 va ser membre del Consell Assessor de la Corporació Catalana de Mitjans Audiovisuals. L'any 2010 va ser nomenat cap de gabinet del president Artur Mas i l'any 2012 va compaginar aquest càrrec amb el de director director general d'Afers Interdepartamentals. L'agost del 2015 va formar part, com a membre de CDC, del comitè col·legiat per a la campanya electoral de Junts pel Sí. En accedir a la presidència Carles Puigdemont, el gener de 2016 va substituir Jordi Baiget com a secretari del Govern de la Generalitat. Va dimitir del seu càrrec el 14 de juliol de 2017, i va ser substituït per Víctor Cullell.